# Anders Andersson (bonadsmålare)
Anders Andersson, född 10 september 1782 i Elmhult, död 18 augusti 1865 i Femsjö, var en svensk bonadsmålare och kyrkvärd.

## Biografi
Anders Andersson var son till bonden Anders Andersson och Brita Andersdotter och gift första gången 1808 med Maria Larsdotter och andra gången 1815 med Anna Lisa Persdotter. Han bodde fram till 1808 på fädernegården i Elmhult men förvärvade genom gifte gården Stora Tranhult i Femsjö, där han levde fram till sin död. Mellan 1800 och 1810 utbildade han sig i bonadsmålning. Trots att hans bonader röjer impulser från både Johannes Nilsson och Anders Eriksson uppvisar de en egen originalitet som gör att hans målningar benämns Femsjöskolan. Andersson är representerad vid Nordiska museet i Stockholm. 